# 切里希爾 (密歇根州)
切里希爾（英語：Cherry Hill）是位於美國密歇根州韋恩縣坎頓的一個非建制地區。

## 地理
切里希爾所處的海拔為高於海平面223米（即732英呎），而該地所採用的時區為UTC-5，即北美东部時區（EST）。同時該地設有夏令時間，為UTC-5調快一小時，即UTC-4（EDT）。